# Robert Thomas (Autor)
Robert Thomas (* 28. September 1927 in Gap; † 3. Januar 1989 in Paris) war ein französischer Schriftsteller, Regisseur und Schauspieler. Er verfasste diverse Komödien und Dramen. Jacques Charon, Doyen der Comédie-Française, nannte ihn den „natürlichen Sohn von Agatha Christie und Marcel Achard“, andere sahen in seinen Stücken eine Mischung von Alfred Hitchcock und Feydeau.
Thomas entdeckte im Alter von 14 Jahren seine Begeisterung fürs zeitgenössische Theater. Mit 18 verließ er seine Familie und ging nach Paris, wo er sich als Telegrafist und Statist in über fünfzig Filmen durchbrachte und nebenher Theaterstücke schrieb, die unaufgeführt blieben. Nach Ableistung seines Militärdiensts war er in Rouen am Theater tätig. Mit seinem achten Stück kam der große Erfolg und der Prix du Quai des Orfèvres. Es war das Kriminalstück Piège pour un homme seul (1960), das am Pariser Theater Bouffes-Parisiens Furore machte. Unter dem Titel Die Falle war es auch das im Jahr 1961 an 22 deutschen Bühnen mit 603 Aufführungen meistgespielte Theaterstück. Zudem ist Thomas der Autor des Theaterstücks Huit Femmes, welches im Jahr 2002 von François Ozon als 8 femmes fürs Kino adaptiert wurde. Der Theaterpraktiker Robert Thomas war 1970 bis zu seinem Tod 1989 auch Direktor des „Theatre Eduard VII“ in Paris und er führte die Regie für die Filme La Bonne Soupe (1963) und Patate (1964) der Fox-Filmgesellschaft.
Thomas starb an einem Herzinfarkt.

## Filmographie
Literarische Vorlage
- 1969: Der zweite Schuß
- 1986: Kopflos – Die Frau aus dem Nichts (Vanishing Act)
- 2002: 8 Frauen (8 femmes)

Drehbuch
- 1957: Der Fall Mauguin oder Die acht schwarzen Frauen (Huit femmes en noir)
- 1963: Das leichte Geld der Liebe (La bonne soupe) – auch Regie
- 1964: Monsieur geht fremd (Patate) – auch Regie
- 1978: Freddy – auch Regie und Darsteller